# Goblin Slayer
Goblin Slayer (ゴブリンスレイヤー, Goburin Sureiyā) é uma série de light novel de fantasia sombria japonesa escrita por Kumo Kagyu e ilustrada por Noboru Kannatuki. Uma adaptação em uma série de mangá escrita e ilustrada por Kōsuke Kurose é 'serializada' na revista Monthly Big Gangan. Um CD de áudio drama foi lançado junto com o quarto volume do romance.
A primeira temporada de Goblin Slayer estreou em outubro de 2018, e teve 12 episódios. O episódio especial Goblin Slayer: Goblin’s Crown estreou em fevereiro de 2020 no Japão.
A segunda temporada de Goblin Slayer está marcado para estrear no dia 6 de outubro.

## Premissa
Em um mundo de fantasia, aventureiros vêm de longe para se juntar a Guilda, a fim de concluir contratos para os postos de trabalho que estão disponíveis. Uma sacerdotisa inexperiente, ingressa em sua primeira aventura, mas se veem em perigo depois que seu primeiro contrato de aventureiros que envolve goblins da errado e quase todo seu grupo é dizimado pelos goblins. Depois que o resto do seu grupo é abatido ela é salva por um homem conhecido como Goblin Slayer, um aventureiro, cujo único propósito é a erradicação dos goblins.

## Personagens
Os personagens desta história não carregam nomes próprios, mas são nomeados por suas profissões.
Goblin Slayer (ゴブリンスレイヤー, Goburin Sureiyā)
Voz de: Yūichirō Umehara
O personagem, é um experiente aventureiro classificado como rank prata. Os trabalhos que ele leva envolvem apenas goblins e não outros seres. Sua aparência não é tão glamourosa e elegante ou devido ao uso de equipamento que parece faltar para um aventureiro de seu posto. Seu estilo de combate consiste na criação de armadilhas, utilizando suas próprios armas contra o usuário, e de tomar qualquer vantagem que possa aparecer. Ele ainda usa sua própria imaginação para o uso de uma proteção mágica em ordem para matar todos os goblins na queima da fortaleza dos elfos, mas sua principal característica é o seu ódio de goblins, que alimenta muitas de suas ações. A razão por trás disso é a forma como sua família, que consistia em seus pais e irmã, e de sua aldeia foram massacrados por goblins e o fez querer uma vingança contra eles em qualquer circunstância.
Sacerdotisa (女神官 Onna Shinkan) em português: Sacerdotisa
A protagonista feminina. Ela é uma aventureira rank porcelana , o nível mais baixo, pois ela tinha acabado de se juntar a guilda. Sua personalidade consistem de ser jovial, e geralmente tentar ser uma pessoa útil. Ela é capaz de usar magias de cura e feitiços protetores com uma quantidade elevada de proficiência. Depois de sua primeira caça aos goblins ela foi salva pelo Goblin Slayer, ela juntou se a ele como um novo grupo. Mesmo após os eventos de seu primeiro emprego, ela ainda quer ser um aventureiro e ajuda seu grupo. A medida  que ela luta ao longo da historia  lado a lado com o Goblin Slayer, ela aprende a usar magias outras magias, ganhando novos feitiços, e começa a vestir a armadura conforme a história avança. Sua história é a de uma órfã criada em um templo no sacerdócio, juntamente com outras crianças como ela. 
Arqueira Elfa Nobre (妖精弓手, Yōsei Yunde)
Voz de: Nao Tōyama
Uma Arqueira elfa. Ela vai com Xamã Anão e o Sacerdote Lagarto encontrar o Goblin Slayer e recrutar a ajuda dele. Eles enfrentam alguns problemas , como serem incapazes de pronunciar "Goblin Slayer" e se referem a ele em outros nomes (beardcutter para os anões), até se encontrar com ele. Eles revelam o seu objetivo; em virtude do aumento de outros demônios monstros, não há número suficiente de pessoas para lidar com os goblins, e o exercito elfo não é pode se mobilizar para o ataque dos goblins sem seria criar desconfiança e pânico, eles foram se concentrando apenas em tirar os monstros mais fracos. Eles desejam contratar Goblin Slayer para ajudá-los a matar os goblins. Seu grupo também se junta a ele para ajudá-lo. Inicialmente ela olha com desconfiança sobre Goblin Slayer, devido ao seu despenteado e fraca aparência, mas depois vem a respeitá-lo, quando ela vê ele na batalha. Ela é fraca quando se trata de beber. Também é rank prata.
Xamã Anão (鉱人道士, Kō Hito Dōshi)
Voz por: Yuichi Nakamura
O Xamã Anão é um aventureiro e membro do grupo juntamente com: Arqueira elfa e o Sacerdote Lagarto.  O Anão é bom com metal,pedras e álcool. Ele foi o primeiro a reconhecer que Goblin Slayer era experiente e forte. Frequentemente é visto implicando com a Arqueira elfa, por varios motivos. Ele é Rank prata.
Sacerdote Homem-Lagarto (蜥蜴僧侶, Tokage Sōryo)
Voz de: Tomokazu Sugita
Um homem lagarto aventureiro e membro do grupo com a Arqueira elfa e o Xamã Anão. Como Sacerdote,ele também pode curar, mas usa uma adaga para lutar. Muitas vezes ele age como um mediador entre o Anão e o Alto Elfo, parando seus argumentos. Ele é muito calmo e composto pessoa. Ele se importa profundamente sobre a natureza, devido à sua religião. 
Fazendeira (牛飼娘, Ushikai Musume)
Voz de: Yuka Iguchi
A amiga de infância de Goblin Slayer e uma trabalhadora na fazenda de seu tio. Ele levou-a para fazenda quando sua família e os caçadores de goblins foram massacrados durante sua infância. A razão pela qual ela sobreviveu foi porque estava fora da cidade durante o ataque
Garota da Guilda (受付嬢, Uketsuke Jō)
Voz de: Maaya Uchida
Uma jovem que executa o trabalho de recepcionista e consegue os contratos para os aventureiros. Ela mostra preocupação sobre as aldeias pedindo ajuda contra os goblins e exasperação de como alguns experientes aventureiros levam tais trabalhos. Este problema poderia deixar inexperientes recrutas morrer,ou pior. Ela tem grande respeito por Goblin Slayer, devido à sua disponibilidade em assumir muitos contratos de goblins que os outros não escolhem.
Feiticeira (魔女, Majo)
Voz de: Yōko Hikasa
Lanceiro (槍使い, Yari Tsukai)
Voz de: Yoshitsugu Matsuoka